# Moses Gaster
Moses Gaster, né le 17 septembre 1856 à Bucarest et mort le 5 mars 1939 à Abingdon-on-Thames, est un hébraïste et chercheur britannique d'origine roumaine qui a contribué à l'étude du folklore et l'histoire de la langue et la littérature roumaine. De culture mixte séfarade et ashkenaze, il était hakham de la congrégation londonienne des Juifs espagnols et portugais. Il est gendre de Michael Friedländer, directeur de la London School of Jewish Studies et père de l'historien des religions Theodor Gaster.

## Ressources
- Elisabetha Manescu: "Moses Gaster, Viata si Opera sa"[1],[2],[3]
- Article « Moses Gaster », dans l'Encyclopædia Britannica, 15e édition
- (en) Joseph Jacobs et Goodman Lipkind, article « Moses Gaster » dans la Jewish Encyclopedia
- Article  « Moses Gaster » dans la "JUDAICA"
- (ro) Victor Eskenasy ed, Memorii [Fragmente], Corespondență. Editura Hasefer, București, 1998. XXXV + 447. p.